# Guanajuatite
La guanajuatite è un minerale.